# Полтавське (Лозівський район)
По́лтавське —  село в Україні, у Лозівській міській громаді Лозівського району Харківської області. Населення становить 269 осіб. До 2020 орган місцевого самоврядування — Царедарівська сільська рада.

## Географія
Село Полтавське знаходиться на відстані 2 км від сіл Барабашівка і Рубіжне. По селу протікає пересихаючий струмок з загатами.

## Історія
- 1922 — дата заснування. Було засноване жителями довколишніх сіл.
- 12 червня 2020 року, відповідно до Розпорядження Кабінету Міністрів України  № 725-р «Про визначення адміністративних центрів та затвердження територій територіальних громад Харківської області», увійшло до складу Лозівської міської громади.[1]
- 17 липня 2020 року, в результаті адміністративно-територіальної реформи та ліквідації колишнього Лозівського району (1923—2020), увійшло до складу новоутвореного Лозівського району Харківської області.[2]

## Об'єкти соціальної сфери
- Школа.